# Bettina Kreuzer
Bettina Kreuzer (* 20. November 1960 in München) ist eine deutsche Klassische Archäologin.
Bettina Kreuzer legte ihr Abitur 1980 am Von-Müller-Gymnasium in Regensburg ab und begann im selben Jahr ein Studium der Klassischen Archäologie, Ur- und Frühgeschichte sowie Alten Geschichte an der Universität Würzburg, später an der Universität Freiburg. 1987 erlangte sie mit der Arbeit Die attische und attisierende Keramik aus Klazomenai den Magistergrad, 1991 folgte die Promotion mit einer Dissertation zum Thema Die attisch schwarzfigurige Keramik aus dem Heraion von Samos an der Universität Freiburg. 1992/93 betreute sie die Ausstellung und den zugehörigen Katalog Frühe Zeichner. 1500-500 v. Chr. Ägyptische, griechische und etruskische Vasenfragmente der Sammlung H. A. Cahn, Basel. Von 1993 bis 1995 bearbeitete sie im Auftrag des Deutschen Archäologischen Instituts Die rotfigurige Keramik und die Panathenäischen Preisamphoren aus dem Heraion von Samos. 1998/99 forschte Kreuzer als Stipendiatin der Gerda Henkel Stiftung zum Thema Im Dienst der Polis. Politische Propaganda und ihre Helden im archaischen Athen, 2001/02 zu Die athenische Demokratie und ihre Eulen. Aus der ersten Arbeit ging die gleichnamige Habilitation im Jahr 2003 an der Universität Freiburg hervor, seitdem lehrte sie als Privatdozentin. 2007/08 bearbeitete sie Griechische und römische Keramik des Roemer- und Pelizaeus-Museums Hildesheim. Seit 2010 ist sie wissenschaftliche Mitarbeiterin des Corpus Vasorum Antiquorum Deutschland, für das sie griechische Keramik in den Staatlichen Antikensammlungen in München bearbeitet. 2013 erfolgte Kreuzers Ernennung zur außerplanmäßigen Professorin an der Universität Freiburg.
Kreuzers Forschungsschwerpunkte liegen in der Griechischen Keramik, wo sie zur Malerzuschreibung, zu Vasenformen, Töpfern, Handelsmarken und zur Ikonologie forscht. Sie widmete sich den attischen Eulenvasen sowie dem Verhältnis von attischer und böotischer Keramik im frühen 6. Jh. v. Chr. 

## Veröffentlichungen (Auswahl)
- Frühe Zeichner. 1500-500 v. Chr. Ägyptische, griechische und etruskische Vasenfragmente der Sammlung H. A. Cahn, Basel. Waldkirch 1992.
- Die attisch schwarzfigurige Keramik aus dem Heraion von Samos (= Samos Bd. 22). Habelt, Bonn 1998, ISBN 3-7749-2893-2.
- mit Martin Flashar, Ralf von den Hoff: Theseus. Der Held der Athener (=  Schriften der Archäologischen Sammlung Freiburg Bd. 7), Biering und Brinkmann, München 2003, ISBN 3-930609-39-8.
- Zurück in die Zukunft? »Homerische« Werte und »solonische« Programmatik auf dem Klitiaskrater in Florenz. In: Jahreshefte des Österreichischen Archäologischen Instituts 74, 2005, S. 175–224.
- »...ἐν Ἀθήναις δὲ γλαῦκας...«. Eulen in der Bilderwelt Athens. In: Jahreshefte des Österreichischen Archäologischen Instituts 79, 2010, S. 119–178.
- Griechische, ptolemäische und römische Keramik im Roemer- und Pelizaeus-Museum Hildesheim (= Hildesheimer ägyptologische Beiträge Bd. 51). Gerstenberg, Hildesheim 2011, ISBN 978-3-8067-8755-9.
- Panathenäische Preisamphoren und rotfigurige Keramik aus dem Heraion von Samos (= Samos Bd. 23). Reichert, Wiesbaden 2017, ISBN 978-3-95490-212-5.
- Corpus Vasorum Antiquorum Staatliche Antikensammlungen München Bd. 19: Attisch-schwarzfigurige Hydrien (= Corpus Vasorum Antiquorum Deutschland Bd. 101). C. H. Beck, München 2018, ISBN 978-3-406-71540-2.
- Corpus Vasorum Antiquorum Staatliche Antikensammlungen München Bd. 21: Attisch rotfigurige Mischgefässe  (= Corpus Vasorum Antiquorum Deutschland Bd. 107). C. H. Beck, München 2020, ISBN 978-3-7696-3784-7.